# Serpico
Serpico è un film del 1973 diretto da Sidney Lumet e interpretato da Al Pacino.
Tratta da una storia vera, la pellicola racconta l'esperienza del poliziotto italoamericano Frank Serpico, in servizio nel dipartimento di polizia di New York dal 1959 al 1972. Fiero del suo lavoro, Serpico dapprima scoprì e poi denunciò un diffuso caso di corruzione fra i suoi colleghi dopo che questi lo avevano a lungo ghettizzato, dapprima con la loro diffidenza e successivamente con le minacce e le intimidazioni organizzate e diffuse.
La sceneggiatura è un adattamento della biografia bestseller omonima di Peter Maas.
In un'intervista Al Pacino dichiarò tra l'altro che da quando aveva finito il film non girava più in macchina perché i poliziotti di New York avevano cominciato a prenderlo di mira e riempirlo di multe.

## Trama
Nel 1959 Frank Serpico entra nel New York City Police Department, assegnato all'81º distretto di polizia. Non passa molto tempo prima che si renda conto della sistematica corruzione diffusa tra i colleghi: emergono le prime "bustarelle", da piccoli casi di corruzione (300 dollari al mese) a vere e proprie tangenti. La cecità e la connivenza dei superiori col sistema rendono difficoltosa dapprima l'attività di poliziotto, poi addirittura la vita privata dello stesso Serpico. Emergono gli accordi sottobanco tra gli agenti e vari esponenti della malavita e scommettitori locali che, pagando la polizia, s'assicurano di lavorare indisturbati.
Il trasferimento di Serpico al 7º distretto rivela una situazione addirittura peggiore. Nel corso d'una drammatica "riunione", tenutasi all'aperto in un parco pubblico, i colleghi cercano di convincere Serpico a prendere, se non tutta la sua parte, almeno un "rimborso spese". Serpico rifiuta e si rende conto d'essere totalmente isolato. A quel punto è chiaro che le minacce saranno sempre maggiori. «A un poliziotto possono succedere tante cose in servizio, come non avere le spalle coperte dai colleghi durante le azioni di polizia», gli suggerisce un compagno d'Accademia, divenuto uno degli esattori più influenti "nell'attività".
La sorte di Serpico, ormai isolato dai colleghi e senza sufficienti sostegni esterni, è segnata, perché lui non ha intenzione d'accettare la corruzione e i poliziotti del suo distretto non intendono lasciarlo fare, ora che è al corrente di tutto. Dopo i numerosi e vani tentativi di denuncia ai piani alti (oltre che della propria istituzione, anche politici che vedono l'interessamento dell'ufficio del sindaco Lindsey) per l'apertura di un'indagine sulla corruzione all'interno della polizia, Serpico decide di contattare il The New York Times e raccontare l'intera vicenda. All'indomani della pubblicazione in prima pagina, scoppia il caso e il sindaco di New York, Darius Spadari, è costretto a nominare una commissione d'indagine.
Quasi un anno dopo, essendo stato trasferito da un distretto all'altro, Serpico finisce alla sezione Narcotici e, durante un'irruzione nell'appartamento d'uno spacciatore in un quartiere malfamato, rimane bloccato nella porta: nonostante le disperate invocazioni, i due colleghi, in quei lunghi istanti d'azione violenta, non l'aiutano, e questo dà il tempo ai criminali di sparargli, ferendolo gravemente. Il proiettile gli trapassa il volto, ma non lede organi vitali; Serpico viene trasportato in ospedale e si salva. Dopo essere stato dimesso, testimonia e denuncia la corruzione diffusa all'interno della polizia davanti alla commissione d'inchiesta e alla stampa nazionale. Ottenuto il distintivo da investigatore (detective), che per lui non ha alcun valore, decide di lasciare la polizia e di trasferirsi in Svizzera.

## Produzione
Prima di qualsiasi tipo di lavoro per la realizzazione del film, il produttore Martin Bregman pranzò con Peter Maas per discutere di un possibile adattamento cinematografico della biografia di Frank Serpico. La prima sceneggiatura scritta da Waldo Salt venne però scartata dal regista Sidney Lumet, che la ritenne troppo lunga. La sceneggiatura venne poi ricontrollata da un secondo sceneggiatore, ovvero Norman Wexler, che riuscì a tagliare alcune parti superficiali della sceneggiatura del collega.
Inizialmente il regista designato per la regia fu John G. Avildsen, che però venne rimosso dalla produzione a causa di alcune divergenze con il produttore Bregman. Così, poco prima di girare, venne scelto il regista Sidney Lumet. Inizialmente il vero Frank Serpico volle essere presente durante le riprese del film, ma alla fine non gli fu permesso di rimanere poiché Lumet temeva che la sua presenza avrebbe trasmesso agli attori (in particolare ad Al Pacino) più tensione.
Il film venne completamente girato per le strade di New York, dove vennero impegnate circa 104 sedi diverse in quattro dei cinque distretti della città (tutti tranne Staten Island). Come residenza di Serpico venne utilizzato un appartamento nel Greenwich Village di Manhattan.

## Accoglienza
Il film ha avuto un buon successo al botteghino. Con un modesto budget che variava dai 2,5 milioni di dollari ai 3 milioni di dollari, la pellicola ha incassato ben 29,8 milioni di dollari piazzandosi al 12º posto tra i film di maggior incasso del 1973. Il film è stato anche accolto benevolmente dalla critica, che elogiò in particolare l'interpretazione di Al Pacino. Nel ruolo di Frank Serpico infatti, l'attore ricevette la sua seconda nomination al Premio Oscar come miglior attore. Il critico Kren Krizanovich dichiarò: "Il film evita gli stereotipi grazie ad un ritratto equilibrato del protagonista, una persona onesta che si trasforma in un martire amareggiato. Unico appunto: l'invadente commento musicale di Mikis Theodorakis".

## Riconoscimenti
- 1974 - Premio Oscar
  - Candidatura Miglior attore protagonista a Al Pacino
  - Candidatura Migliore sceneggiatura non originale a Waldo Salt e Norman Wexler
- 1974 - Golden Globe
  - Miglior attore in un film drammatico a Al Pacino
  - Candidatura Miglior film drammatico a Dino De Laurentiis
- 1975 - Premio BAFTA
  - Candidatura Migliore regia a Sidney Lumet
  - Candidatura Miglior attore protagonista a Al Pacino
  - Candidatura Miglior colonna sonora a Mikīs Theodōrakīs
- 1973 - National Board of Review Award
  - Miglior attore protagonista a Al Pacino
- 1974 - David di Donatello
  - Miglior attore straniero a Al Pacino
- 1974 - New York Film Critics Circle Award
  - Candidatura Miglior attore protagonista a Al Pacino

## Curiosità
- Il personaggio di Frank Serpico interpretato da Al Pacino è stato nominato dall'AFI's 100 Years... 100 Heroes and Villains il 40° più grande eroe cinematografico di tutti i tempi. Il film è inoltre classificato dall'AFI's 100 Years... 100 Cheers all'84º posto tra i film più stimolanti d'America.

## Altri adattamenti
Dal romanzo ispiratore della pellicola, che ebbe grande eco negli anni settanta, fu tratta anche una serie televisiva, Serpico, in cui il protagonista opera a New York come poliziotto in borghese in un ruolo un po' più convenzionale e con un tentativo di denuncia sociale leggermente più soft rispetto al romanzo e al film.